# Rayan Helal
Rayan Helal (Saint-Martin-d'Hères, 21 de enero de 1999) es un deportista francés que compite en ciclismo en la modalidad de pista.
Participó en los Juegos Olímpicos de Tokio 2020, obteniendo una medalla de bronce en la prueba de velocidad por equipos (junto con Florian Grengbo y Sébastien Vigier). En los Juegos Europeos de Minsk 2019 obtuvo dos medallas de plata, en las pruebas de velocidad por equipos y keirin.
Ganó dos medallas en el Campeonato Mundial de Ciclismo en Pista, en los años 2021 y 2023, y siete medallas en el Campeonato Europeo de Ciclismo en Pista entre los años 2021 y 2025.

## Medallero internacional
| Juegos Olímpicos   | Juegos Olímpicos         | Juegos Olímpicos  | Juegos Olímpicos      |
| Año                | Lugar                    | Medalla           | Competición           |
| ------------------ | ------------------------ | ----------------- | --------------------- |
| 2020               | Tokio (Japón)            | Medalla de bronce | Velocidad por equipos |
| Campeonato Mundial |                          |                   |                       |
| Año                | Lugar                    | Medalla           | Competición           |
| 2021               | Roubaix (Francia)        | Medalla de plata  | Velocidad por equipos |
| 2023               | Glasgow (Reino Unido)    | Medalla de bronce | Velocidad por equipos |
| Juegos Europeos    |                          |                   |                       |
| Año                | Lugar                    | Medalla           | Competición           |
| 2019               | Minsk (Bielorrusia)      | Medalla de plata  | Velocidad por equipos |
| 2019               | Minsk (Bielorrusia)      | Medalla de plata  | Keirin                |
| Campeonato Europeo |                          |                   |                       |
| Año                | Lugar                    | Medalla           | Competición           |
| 2021               | Grenchen (Suiza)         | Medalla de plata  | Velocidad por equipos |
| 2022               | Múnich (Alemania)        | Medalla de plata  | Velocidad por equipos |
| 2022               | Múnich (Alemania)        | Medalla de bronce | Velocidad individual  |
| 2023               | Grenchen (Suiza)         | Medalla de bronce | Velocidad individual  |
| 2024               | Apeldoorn (Países Bajos) | Medalla de plata  | Velocidad por equipos |
| 2025               | Heusden-Zolder (Bélgica) | Medalla de oro    | Velocidad por equipos |
| 2025               | Heusden-Zolder (Bélgica) | Medalla de bronce | Velocidad individual  |